# 요아힘 뢰프
요아힘 뢰프(독일어: Joachim Löw, 독일어 발음: [ˈjoːaxɪm ˈløːf], 1960년 2월 3일~)는 독일의 축구인이다. 선수 시절 포지션은 공격형 미드필더였으며 선수 경력을 마감한 후 축구 감독으로 활동했다. 요기 뢰프(독일어: Jogi Löw)라는 별칭을 가지고 있으며 대한민국에서는 성 'Löw'에 일반적인 독일어 표기법을 적용한 요아힘 뢰브로도 알려져 있다.
1992년 FC 빈터투어 유소년팀의 감독으로 임명되며 축구 지도자 경력을 시작했고 1996년부터 1998년까지 VfB 슈투트가르트의 축구 감독으로 활동했다. 2004년 독일 축구 국가대표팀의 수석 코치로 임명되었고 위르겐 클린스만이 대표팀 감독직을 떠난 후 2006년부터 2021년까지 대표팀의 감독으로 활동하며 2014년 FIFA 월드컵, 2017년 FIFA 컨페더레이션스컵 우승을 달성했다.
2018년 FIFA 월드컵과 2018-19년 UEFA 네이션스리그 이후 2021년 3월 UEFA 유로 2020이 끝나고 사임할 것을 발표했고, 2021년 6월 29일 대표팀이 잉글랜드 축구 국가대표팀과의 유로 2020 16강전에서 패배한 후 15년 간의 대표팀 감독을 마감했다. 그는 독일 대표팀에서 총 198경기를 지휘해 124경기에서 승리하며 2024년 11월 기준으로 대표팀에서 가장 오래 활동한 감독과 가장 많은 승리를 달성한 감독 기록을 가지고 있다.

## 구단 경력
1978년, 뢰프는 2. 분데스리가 클럽인 프라이부르크에서 선수 경력을 시작하였다. 그는 프라이부르크로 두 차례 복귀 (1982, 1985) 하였으며, 클럽의 역대 최다 득점 기록을 보유하고 있다. 1980년, 뢰프는 분데스리가의 VfB 슈투트가르트에 합류하였으나, 선발 라인업에 드는데 어려움을 겪은 그는 4경기를 출장하는데 그쳤다.
1981-82 시즌, 뢰프는 아인트라흐트 프랑크푸르트 소속의 일원으로써 차범근의 백업, 즉 교체 선수로 활약 (24경기 출전, 5골 득점) 하였으나, 이듬해 프라이부르크에 복귀하였다. 1982-83 시즌, 그는 34경기에서 8골을 넣었고, 1983-84 시즌에는 34번의 2. 분데스리가 경기에서 17골을 득점하였다. 이후, 그는 카를스루에로 이적하면서 분데스리가에 복귀하였으나, 24경기 출전, 2득점에 그쳤다. 이후, 그는 또다시 프라이부르크로 돌아가 4년을 보내면서 116경기에서 38골을 득점하였다. 뢰프는 스위스에서 선수 생활을 마감하였는데, 그는 FC 샤프하우젠(1989-1992)과 FC 빈터투어(1992-1994)에서 활약했었다.
뢰프는 독일 U-21 축구 국가대표팀 일원으로 4경기를 출전했으며, A대표팀 경력은 없다.

## 지도자 경력
뢰프는 현역으로 선수 활동을 하는 와중에 FC 빈터투어의 유소년팀 감독으로 감독직을 시작하였다. 1994-95 시즌, 그는 FC 프라우엔펠트의 선수 겸 감독이었다.

### 슈투트가르트
1995-96 시즌, 그는 슈투트가르트에서 롤프 프링어 감독의 수석 코치를 맡았다. 프링어가 스위스 국가대표팀 감독직을 맡자 뢰프는 감독 대행으로 승격되었고, 1996년 8월에는 정식 감독이 되었다. 소위 "마법의 삼각편대"로 불리는 크라시미르 발라코프, 지오바니 에우베르, 그리고 프레디 보비치는 성공의 열쇠였고, 팀은 96-97 DFB-포칼을 우승하였다. 이듬해, 그의 팀은 분데스리가 4위를 차지하였고, 97-98 UEFA 컵 위너스컵의 결승에 진출하였으나, 첼시에게 0-1로 석패하여 준우승에 머물렀다.

### 페네르바흐체
1998년 7월, 뢰프는 슈투트가르트를 떠나 터키 클럽 페네르바흐체의 감독이 되었다. 1999년 10월, 그는 카를스루에의 감독이 되었으나, 팀을 3부리그 강등으로부터 구제하지 못하고 경질 당하였다. 2000년 12월부터 2001년 3월까지, 뢰프는 터키로 돌아와 아다나스포르 감독직을 맡았으나, 이번에도 성적 부진으로 또다시 해임되었다.

### 티롤 인스브루크
2001년 10월, 뢰프는 FC 티롤 인스브루크의 감독이 되었고, 2002년에 팀을 오스트리아 리그 우승으로 이끌었다. 같은 해, 클럽은 파산을 선언하였고, 그는 빚을 갚기 위한 목적으로 해고당했다. 뢰프는 또다시 무직 상태가 되었다. 그가 마지막으로 맡은 클럽 팀은 아우스트리아 빈 (2003년 6월 - 2004년 3월) 이었다.

### 독일 국가대표팀
뢰프는 평가전이든 정규 경기이든 간에 스페인을 상대로 단 한 번도 이기지 못했다. 독일 국토 내에서 벌어진 홈경기만 무승부를 달성했을 뿐 스페인을 상대로 한 나머지 모든 경기를 전부 패배했다.
그리고 뢰프의 독일 축구 국가대표팀은 승승장구의 비결이 오직 필리프 람 단 한 명일 뿐인 팀이다. 필리프 람이 2014년 FIFA 월드컵을 끝으로 현역 축구선수에서 은퇴하자마자 독일팀은 기존의 독일팀이 맞는지 의심될정도로 경기 내용이 시궁창이기 때문인데 일례로 UEFA 유로 2016 지역예선의 경우만 해도 이제껏 독일이 단 한 번도 패한 적이 없는 폴란드 축구 국가대표팀에게 0-2라는 점수로 패하는 등 계속 강호로서의 면보를 보이지 못하다가 급기야는 2018년 FIFA 월드컵에 나가서는 멕시코 축구 국가대표팀에게 실력에서 완벽히 밀리는 경기를 한 끝에 0-1로 패하더니 카잔의 기적으로 대한민국 축구 국가대표팀에 패하는 치욕을 당했으며 이후 치러진 UEFA 네이션스 리그를 2차례나 치뤘지만 계속 강등을 걱정하는 처지에 몰렸고 급기야는 스페인 축구 국가대표팀에게 친선경기도 아닌 국제대회에서 0-6으로 패배하는 대굴욕을 당하고 말았다. 필리프 람이 뛰고 있었더라면 비록 스페인을 이길 수는 없었다 하더라도 저렇게 크게 패하진 않았을 것이다.

#### 수석 코치
UEFA 유로 2004에서의 부진한 성적으로 경질된 루디 푈러의 뒤를 이어 위르겐 클린스만이 독일 국가대표팀 감독이 되자, 클린스만은 뢰프를 국가대표팀 수석코치로 불러들였다. 클린스만과 뢰프는 몇년 전에 감독 교육에서 조우한 적이 있었고, 클린스만은 사령탑에 취임하자, 뢰프가 그를 도울 수 있도록 불렀다. 이들 둘은 3회 월드컵 우승팀이 기존의 정적이고 수비적인 플레이스타일을 공격에 초점을 두는 새 철학으로 운영될 수 있도록 변화시켰다. 카리스마 있고, 영향력 높은 클린스만과 전술적으로 치밀하며 역시 많은 존경을 받는 뢰프는 신뢰가 두터운 동업 의식을 구축하였다. 뢰프는 후방 보이지 않는 곳에서의 전술의 천재로 비추어졌고, 독일은 그의 임기에 2005년 FIFA 컨페더레이션스컵과 2006년 FIFA 월드컵을 성공적으로 치르었다.
이 듀오는 컨페더레이션스컵의 준결승전에 진출하여 브라질에게 2-3으로 패했다. 그러나, 독일은 멕시코와의 3위 결정전에서 4-3으로 이겼다. 독일의 새 공격 철학은 팀이 대회에 참가한 그 어느 팀보다 많은 득점 (5경기 15득점) 을 할 수 있게 만들었다.
독일이 6월 9일에 뮌헨에서 코스타리카와의 2006년 FIFA 월드컵 개막전에서 붙었을 때, 클린스만과 뢰프가 도입한 새 전술이 실전에 붙여졌고, 독일은 흥미로운 경기 끝에 4-2로 승리하였다. 이후 폴란드전에서의 1-0 막판골 승리와 에콰도르전에서의 3-0 승리가 이어졌다. 독일은 희망찬 기대 속에 스웨덴과의 16강전에서 루카스 포돌스키의 두 골로 승리하였고, 이후 아르헨티나와의 힘겨운 접전 끝에 또다시 이겼다. 연장전을 1-1로 끝낸 뒤 승부차기에서, 코칭스태프는 옌스 레만에게 아르헨티나가 어떻게 승부차기에서 슈팅할 것인지 예상한 목록을 주었고, 이는 골키퍼를 도와 독일의 승리에 도움을 준 것으로 믿어지고 있다. 이탈리아와의 준결승전은 피부로 느껴지는 씁쓸한 경험으로, 개최국은 연장전에서 0-0으로 팽팽이 맞선 상황에 119분 실점으로 순식간에 0-2로 무너졌다. 그러나, 클린스만과 뢰프는 선수들을 잘 추스려 포르투갈과의 3위 결정전에서 바스티안 슈바인슈타이거의 2골에 힘입어 3-1로 승리하였다. 이 성공은 특히 클린스만에게 있어서 독일의 상징적인 의미를 부여하였으나, 독일 축구의 한편 끝에는 뢰프가 코칭스태프의 주 전술가인 것으로 잘 알려져 있다.
공격 축구의 초점과 유소년 발전 외에도, 클린스만의 코칭스태프는 다른 형식의 B-팀인 독일 B 축구 국가대표팀을 통해 영감을 주는 신예 선수들이 조국에서 열리는 월드컵에 출전할 수 있는지 실험할 수 있도록 하였다. 또한, 진보된 피트니스 코칭스태프가 들어왔으며, "비즈니스 매니저"로 올리버 비어호프를 데려왔는데 - 그는 제너럴 매니저와 공공 관계 부서를 주기적으로 돌았고, 감독직과 관계된 일을 제외한 모든 일을 맡았으며 - 그리고, 마침내 한스-디터 헤어만 멘탈 코치를 영입하였고, 그는 독일 선수들이 주요 대회에서 매우 부담이 가는 상황에 잘 준비할 수 있도록 도왔다.

#### 감독직

##### UEFA 유로 2008

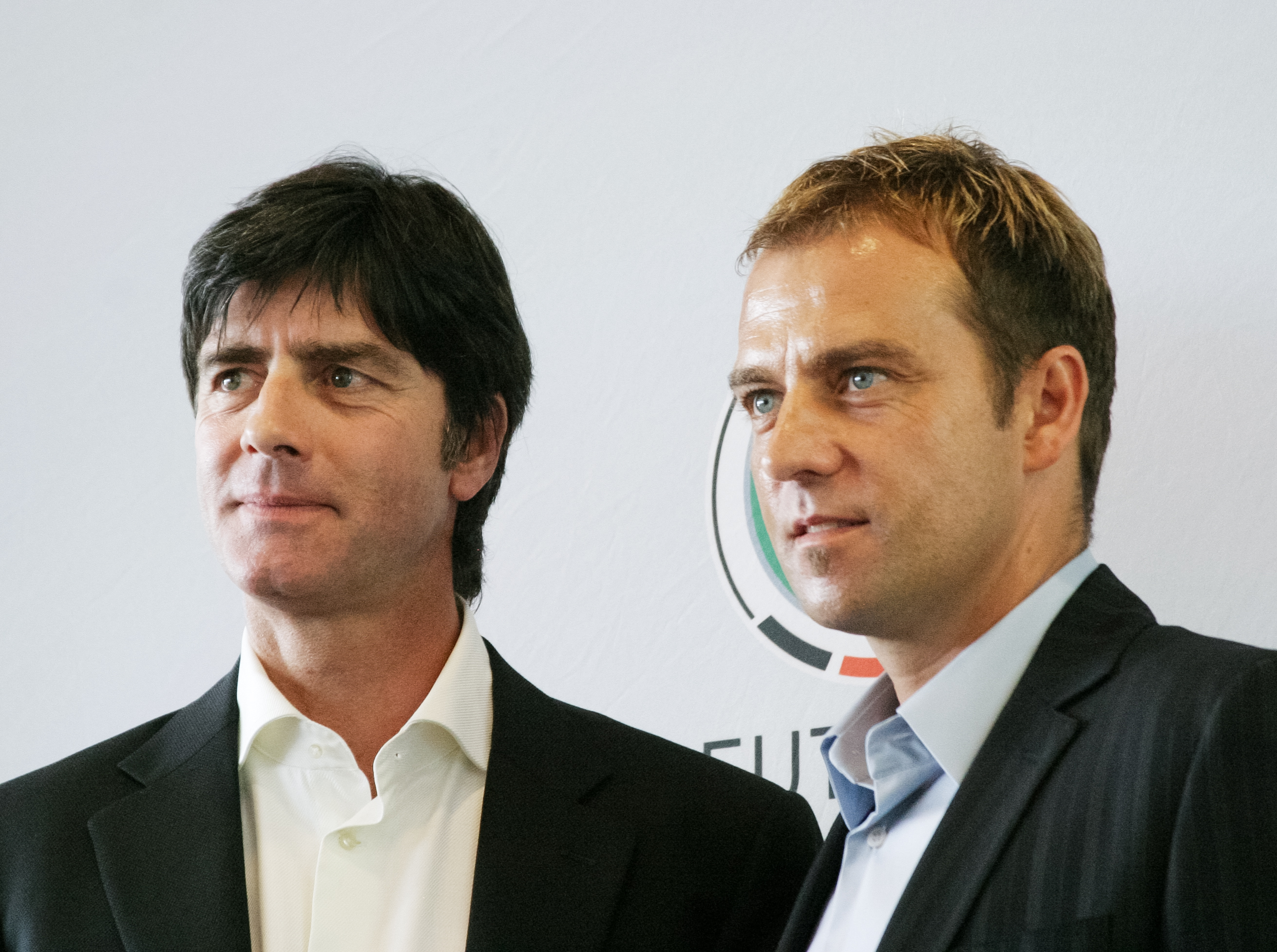
2006년, 뢰프와 그의 수석 코치 한스디터 플리크

자국에서 열린 월드컵을 마감한 후 2006년 7월 13일에 위르겐 클린스만이 사퇴하자, 뢰프는 클린스만의 뒤를 이어 독일 국가대표팀의 신임 감독으로 임명되었다. 뢰프는 2년 계약을 체결하였고, 그는 클린스만과 함께 발전시킨 공격적인 플레이 스타일의 철학을 계속 진보시키겠다고 선언하였다. 이 축구 철학가는 패스하기 전에 선수가 얼마나 오랜 시간동안 공을 잡고 있는지에 대해 특히 많은 관심을 가졌다. 그의 임기에 들어서 한 선수가 공을 잡는 시간이 획기적으로 줄었고, 이는 독일 국가대표팀 경기의 속도를 증진시켰다. 그는 UEFA 유로 2008에서 우승을 목표로 하고 있다고 발표하였다. 그가 취임하고 임한 첫 경기는 2006년 8월 16일, 겔젠키르헨에서의 스웨덴 친선전으로, 이 경기에서 미로슬라프 클로제의 2골과 베른트 슈나이더의 1골에 힘입어 3-0으로 승리하였다. 아일랜드전과 산마리노전 승리로, 뢰프 또한 UEFA 유로 2008 예선전을 성공적으로 시작하였다. 2006년 10월 7일 토요일, 독일의 "DFB 11인" (DFB-Elf)는 로스토크의 오스트제슈타디온에서 그루지아를 2-0으로 이겼고, 이는 요아힘 뢰프의 팀이 거둔 4연승이며, 뢰프는 독일 국가대표팀 감독으로 가장 성공적인 시작을 보였다. 팀은 다음 경기인 10월 11일 수요일, 브라티슬라바에서 슬로바키아와의 UEFA 유로 2008 예선전에서 4-1로 한번 더 승리하면서 기록을 5연승으로 늘렸다. 슬로바키아를 상대로한 실점 또한 뢰프가 독일 감독으로 취임하고 나온 첫 실점으로, 418분의 무실점 기록 끝에 나왔다.
뢰프의 그 다음 경기는 니코시아에서의 11월 15일 키프로스전으로, 1-1의 실망적인 무승부로 퍼펙트 기록 행진이 끝나버렸다. 뢰프의 임기 첫 패배는 그의 8번째 경기인 2007년 3월 28일의 덴마크전으로 실험적인 스쿼드를 짜서 운영하다가 0-1로 졌다. UEFA 유로 2008 본선 진출이 확실시 되자, 뢰프는 13경기에서 11승 1무 1패의 기록을 올렸고, 41:6의 골득실 기록을 내었는데, 여기에는 신 웸블리 스타디움에서의 첫 잉글랜드전 승리도 포함되어 있다.
UEFA 유로 2008에서 독일은 첫 상대로 폴란드를 만나 루카스 포돌스키의 2골로 2-0으로 이겼다. 2차전인 크로아티아전에서는 독일이 1-2로 패하였다. 오스트리아와의 조별 리그 최종전에서, 뢰프는 마누엘 엔리케 메후토 곤살레스 주심으로부터 요제프 히커스베어거 오스트리아 감독과 함께 4심과 언쟁을 벌인 것으로 인해 퇴장 명령을 받았다. 그의 퇴장 후, 그는 앙겔레 메르켈 독일 총리와 이 사건에 대해 대화를 나누는 것으로 보였다. 독일은 미하엘 발라크의 결승골에 힘입어 1-0으로 이기고 8강에 진출하였다. 뢰프는 조별 리그에서 썼던 4-2-3-1 포메이션을 4-4-2로 바꾸어 부진한 마리오 고메스를 선발 라인업에서 제외시켰다. 비록 라인 밖으로 물러나 경기를 관전하게 되었으나, 그의 팀은 포르투갈을 3-2로 격퇴시켰다. 8강전에서 뢰프는 무전기로도 선수들에게 지시를 주지 못하도록 징계를 받았었다. 이후, 뢰프는 한스디터 플리크 수석 코치와 포르투갈을 가두기 위해 7가지 다른 시나리오를 예상했었다고 밝혔다. 터키와의 많은 기대를 받은 준결승전에서, 독일은 3-2로 승리하였다. 독일은 2008년 6월 29일, 스페인과의 결승전에서 0-1로 패하였다.

##### 2010년 FIFA 월드컵
팀의 변화는 남아프리카 공화국으로 가기 위한 2010년 FIFA 월드컵 예선전에서 무패로 본선에 진출하면서 뚜렷이 나타났다. 2008년 10월 러시아와의 예선전에서 케빈 쿠라니가 자신을 출전 명단에 넣어주지 않은 뢰프에게 불만을 품고 대표팀에서 무단이탈하자 뢰프는 쿠라니와 크게 다퉜고 훗날 쿠라니는 잘못을 뉘우치고 사과를 했지만 뢰프는 쿠라니를 더 이상 뽑지않겠다고 못을박으며 쿠라니를 내친다. 2009년 10월 10일, 한 경기를 남겨놓고, 독일은 모스크바에서 2위 러시아를 1-0으로 따돌려, 휘스 히딩크의 팀을 플레이오프로 밀어넣으면서 2010년 FIFA 월드컵 유럽 지역 예선 4조 1위를 확정시켰다.
2010년 FIFA 월드컵에서, 뢰프는 신예 선수들을 도입시켜 그라운드에 배치시켰고, 대회에서 두번째로 젊은 팀을 운영하였으며, 독일은 1934년 이래 가장 젊은 팀을 기용하였다. 독일은 D조 1위를 차지한 뒤 잉글랜드와의 16강전에서 4-1로 제압하고, 아르헨티나와의 8강전에서 4-0으로 이겼다. 이후, 독일은 스페인과의 준결승전에서 0-1로 패하였다. 2010년 7월 10일, 독일은 우루과이와의 3위 결정전에서 3-2로 이겨 3위를 차지해 대회 동메달을 받았다.

##### UEFA 유로 2012
독일은 UEFA 유로 2012 예선 UEFA 유로 2012 예선 A조에서 10전전승을 차지하며 대회 본선에 진출하였다. 대회 예선전에서, 뢰프는 독일 국가대표팀과 2014년까지 유효한 연장 계약을 체결하였다. 독일은 이후 포르투갈에 1-0, 네덜란드에 2-1, 덴마크에 2-1로 이기며 조별 리그를 1위로 통과하였는데, 독일은 이 대회에서 조별 리그를 3전전승으로 통과한 유일한 팀이 되었다. 8강전에서, 독일은 그리스에게 4-2로 승리하였으나, 이탈리아와의 준결승전에서 1-2로 패하였다.

##### 2014 FIFA 월드컵

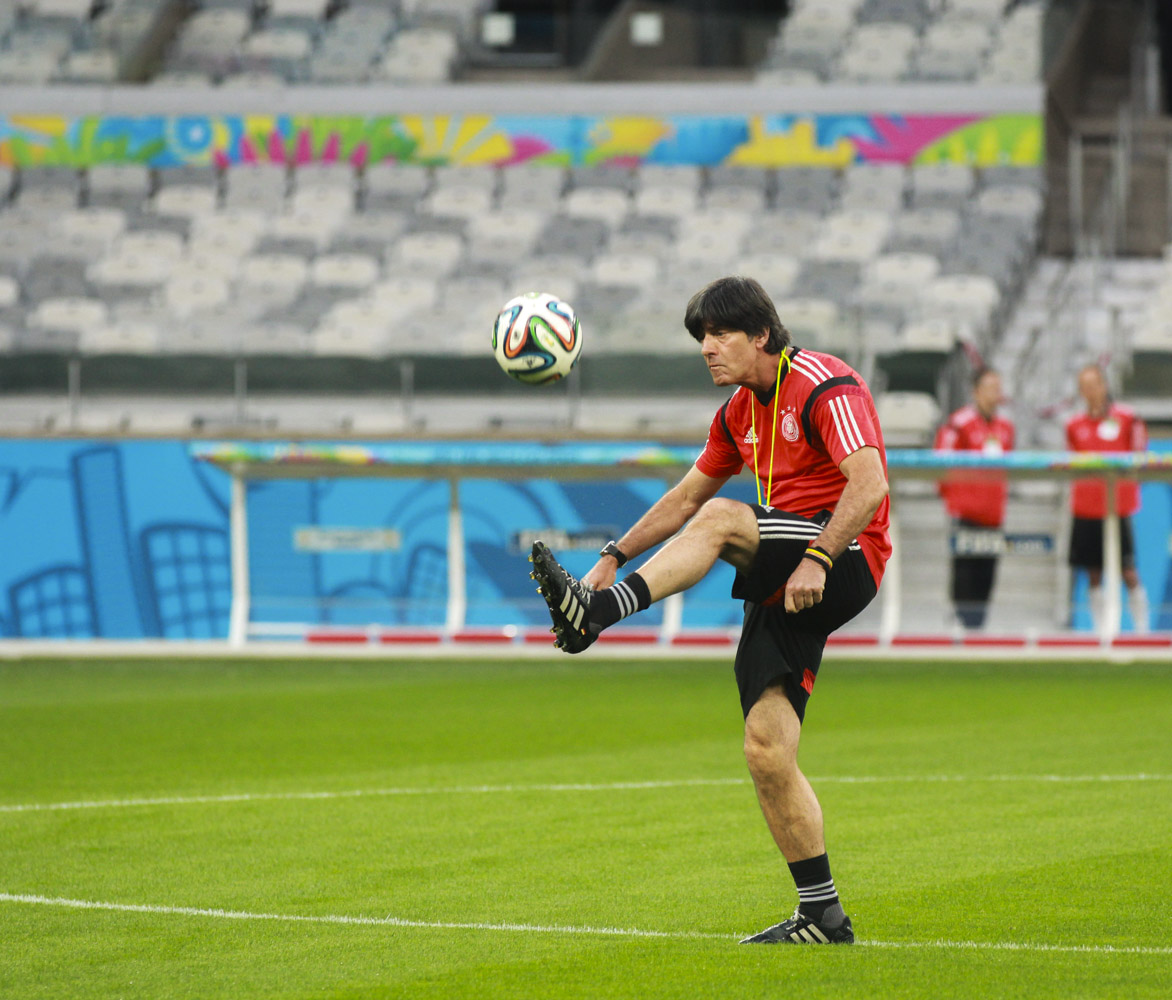
2014년 FIFA 월드컵의 뢰프

독일은 2014년 FIFA 월드컵을 포르투갈전 4-0 완승으로 시작하였는데, 이 경기에서 토마스 뮐러는 해트트릭하였고, 마츠 후멜스가 헤딩골을 추가하였다. 가나와의 2차전에서, 독일은 미로슬라프 클로제가 브라질의 호나우두와 기록 동률을 이루는 통산 15호 골에 힘입어 2-2로 비겼다. 조별 리그 최종전에서 독일은 전 독일 국가대표팀 감독 위르겐 클린스만이 이끄는 미국을 토마스 뮐러의 결승골로 1-0 신승을 거두었다. 알제리와의 16강전에서, 2-1로 승리하였지만 알제리가 높은 수비라인을 수 차례 무너뜨리면서 뢰프의 전술에 의문이 제기되었고, 그에 따라 프랑스와 8강에서 격돌하게 되었다. 독일은 프랑스를 1-0로 (마츠 후멜스의 13분 결승골에 힘입어) 이겼다. 독일은 이후 브라질과의 준결승전에서 7-1의 대승을 거두고 대회 결승전에 올랐다. 이 경기는 브라질의 FIFA 월드컵 역대 최악의 경기로 평가되며, 1975년 (페루전) 이래 첫 홈 패배였다. 뢰프 감독은 아르헨티나와의 결승전에서 1-0으로 이기며 팀을 4번째 월드컵 우승으로 이끌었고, 결승골은 볼프스부르크 윙어 안드레 쉬를레의 어시스트로부터 마리오 괴체의 마무리로 이루어졌다.

##### 유로 2016
유로 2016지역예선에서 독일은 필리프 람의 공백을 해결하지 못한 채 람 대신 바스티안 슈바인슈타이거로 하여금 람의 역할을 맡겼으나 슈바인슈타이거는 람 만큼 유능하지 못했던 탓에 폴란드에게 0 : 2, 아일랜드에게 0 : 1로 이길 수 있는 상대에게 두 번이나 패배했다. 특히 폴란드 전은 추후 발생할 카잔의 기적의 조짐격이 되는 경기로 경기내용 및 경기결과마저 카잔의 기적과 동일했다.
본선 독일은 우크라이나, 폴란드, 북아일랜드와 함께 C조에 속했다. 조별리그에서 독일은 예상 외로 고전을 면치 못했다. 1차전 우크라이나와의 경기에선 슈코드란 무스타피의 골과 종료 직전에 터진 바스티안 슈바인슈타이거의 추가골로 2 : 0 승리를 거두었다. 그러나 2차전 폴란드와의 경기에서는 0 : 0으로 비겼다. 3차전 북아일랜드와의 경기에서도 마리오 고메스의 결승골로 1 : 0으로 신승하며 16강에 올랐다. 지역예선에서도 그랬지만 폴란드를 상대로 기존의 독일과는 전혀 다르게 엄청나게 고전했다.
그러나 16강전에선 슬로바키아를 상대로 공격 축구를 선보이며 3 : 0으로 대승을 거두며 8강에 손쉽게 진출했다. 8강 상대는 그간 국제대회에서 번번이 독일의 천적으로 군림해 왔던 이탈리아였다. 독일은 경기 내내 이탈리아의 수비에 고전을 면치 못했다. 후반 20분, 메수트 외질의 선제골로 앞서나가며 드디어 이탈리아를 이기는 듯했지만 후반 33분, 제롬 보아텡의 어이없는 핸드볼 파울로 페널티킥을 허용했고 레오나르도 보누치가 이를 성공시키며 다시 원점으로 돌아갔다. 결국 승부를 가리지 못했고 승부차기까지 갔는데 5번 킥커인 바스티안 슈바인슈타이거가 넣으면 경기가 끝나는 상황이었다. 하지만 슈바인슈타이거가 실축하면서 승부차기는 결국 2라운드에 돌입해 9번 킥커까지 가는 접전 끝에 6 : 5로 이탈리아를 물리치고 4강 진출에 성공했다. 요아힘 뢰브는 이경기 이후 인터뷰에서 "승부차기에는 관여하지 않는다. 승부차기는 감독이 관여할 수 있는 일이 아니기 때문에 경기장을 나갔다." 라고 말했다.
4강전 상대는 개최국 프랑스였다. 2년 전 브라질 월드컵 8강전에선 전반 13분에 터진 마츠 후멜스의 골로 독일이 1 : 0으로 승리했지만 이번엔 8강전에서 이탈리아와 씨름을 한 탓에 체력 고갈 및 주축 선수들의 부상으로 인해 0 : 2로 패배했고 결국 또 두 대회 연속 4강에 그치며 뢰프의 첫 유로 우승은 또 다시 무산되었다.

##### 2017년 컨페더레이션스컵
독일은 2014년 FIFA 월드컵 우승국 자격으로 러시아에서 열리는 2017년 FIFA 컨페더레이션스컵에 참가하게 되었다. 독일은 2015년 AFC 아시안컵 우승국인 호주, 2015년 코파 아메리카 우승국인 칠레, 2017년 아프리카 네이션스컵 우승국인 카메룬과 함께 B조에 속했다. 뢰프는 이 대회에서 주축 선수 대부분을 모두 제외하고 신예 선수들을 대거 출전시켰고 이 때문에 피파와 러시아 측으로부터 항의를 받았다.
1차전 호주와의 경기에선 고전한 끝에 3 : 2로 신승했고 2차전 칠레와의 경기에서도 1 : 1로 비겼다. 그러나 3차전 카메룬을 상대로는 3 : 1로 승리를 거두며 2승 1무로 조 1위를 차지해 4강에 손쉽게 올라갔다. 4강 상대는 2015년 CONCACAF컵 우승국인 멕시코였다. 이 경기에서도 레온 고레츠카의 멀티골에 힘입어 4 : 1로 대승을 거두며 결승에 올랐다. 결승 상대는 다시 칠레였다. 칠레를 상대로 독일은 한 수 위의 기량을 보이며 1 : 0으로 승리했고 뢰프는 본인의 2번째 국제대회 우승을 차지했다.
주전 선수들이 아닌 신예 선수들을 대거 출전시키고도 컨페더레이션스컵 우승을 차지했기에 가히 독일 축구의 전성기라 할 만 했으며 그만큼 독일의 선수층이 두텁다는 걸 입증해 주었다. 그 덕분에 축구계에선 독일이 내년 러시아 월드컵에서도 우승할 가능성이 매우 높으며 1958년, 1962년 연속 우승을 한 브라질 이후로 56년 만에 3번째 2연패 국가가 나올 것이라 예측했다.

##### 2018 FIFA 월드컵
2018년 FIFA 월드컵에서 독일 축구 국가대표팀은 북중미의 강호 멕시코 축구 국가대표팀과 이탈리아 축구 국가대표팀을 지역예선에서 탈락시키고 본선에 진출한 스웨덴 축구 국가대표팀, 아시아의 맹주 대한민국 축구 국가대표팀과 함께 죽음의 조인 F조에 속했다. 당초 독일은 지역예선에서 북아일랜드, 노르웨이, 체코 등 복병들이 속한 조에서 10전 전승으로 가볍게 본선 진출에 성공하였고 2017년 FIFA 컨페더레이션스컵에서도 신예들을 내보내서도 우승을 차지해 막강한 전력과 두터운 선수층을 과시하며 대회 2연패도 가능할 것이란 예상이 강했다.
그러나 정작 독일은 본선에서 실망스러운 모습을 보였다. 1차전 멕시코와의 경기에서 독일은 전반 35분, 이르빙 로사노에게 결승골을 허용하며 0 : 1로 패배하고 말았다. 독일은 앞으로 남은 2경기를 모두 이겨야만 16강에 진출할 수 있게 되었다. 2차전 스웨덴과의 경기에서도 독일은 1차전과 비슷한 양상을 보였다. 전반전 내내 스웨덴의 압박 수비에 고전을 면치 못했고 끝내 전반 32분, 올라 토이보넨에게 선제골을 허용하며 끌려갔다. 후반전 들어 독일은 더욱 공격을 강화하여 스웨덴을 밀어붙였고 후반 3분, 마르코 로이스의 동점골로 승부를 원점으로 돌렸다. 주전 수비수 제롬 보아텡의 퇴장으로 수적 열세에 몰렸으나 종료 직전, 토니 크로스의 멋진 프리킥 역전골로 2 : 1 역전승을 거두며 다시 16강 진출의 불씨를 살렸다.
그리고 3차전, 조 최약체 대한민국과의 경기가 남았다. 대한민국은 1차전에서 스웨덴에 0 : 1, 멕시코에 1 : 2로 연패하여 산술적으로는 아직 16강 진출이 가능했으나 전력을 고려할 때 독일이 압승을 거둘 것이라는 예측이 지배적이었다. 심지어 한국 내에서도 사실상 이 경기를 체념하듯 바라보고 있었다. 그러나 독일은 시종일관 우세한 경기를 펼치고도 좀처럼 한국의 골문을 열지 못했다. 같은 시각, 예카테린부르크에서 열린 멕시코와 스웨덴의 경기가 3 : 0으로 스웨덴의 승리로 끝났기에 독일은 1 : 0으로만 이겨도 멕시코를 골 득실로 제치고 16강에 올라갈 수 있었으나 정규시간이 다 끝나도록 한국의 골문을 열지 못했다. 오히려 추가시간 3분에 김영권, 추가시간 6분에 손흥민에게 잇달아 실점하며(한국의 첫번째골은 오프사이드 논란이 있어 비디오판독을 하였음) 0 : 2로 패배해 1승 2패, 2득점 4실점으로 조 최하위를 기록하며 1938년 FIFA 월드컵 이후 무려 80년 만에 1라운드에서 탈락하였다.

##### UEFA 네이션스리그 2018-19 시즌
요아힘 뢰프는 월드컵이 끝난 후 "점유율 축구만으로도 16강에 올라갈 수 있을 것이라 믿었던 내가 오만했다."며 자신의 오판을 시인했다. 그리고 변화를 다짐하며 월드컵에서 겪은 자신의 불명예를 씻겠다는 각오를 다졌다. 2018년부터 새로이 치러지는 UEFA 네이션스리그에서 독일은 리그 A에 속했고 프랑스, 네덜란드와 함께 A조에 속했다. 3팀 간 전력 차가 크지 않은 죽음의 조에 속하게 된 셈이다. 뢰프 감독을 포함해 독일 대표팀 전원이 명예회복을 하겠다는 의지를 다졌다.
1차전 상대는 얼마 전 2018년 FIFA 월드컵 우승을 차지한 프랑스였다. 독일은 이 경기에서 타이트한 압박 수비로 프랑스의 장기인 빠른 역습을 봉쇄하며 시종일관 우세한 경기력을 펼쳤다. 그러나 월드컵 때와 마찬가지로 골 결정력이 너무나도 아쉬웠다. 프랑스 골키퍼 알퐁스 아레올라의 선방에 유효슈팅이 모두 막혀버리며 0 : 0 무승부에 만족할 수밖에 없었다. 그러나 3개월 전 대한민국에 0 : 2로 패배하는 충격을 딛고 반전의 계기를 마련했다는 점에 큰 의의가 있었다.
그러나 2차전 네덜란드와의 경기에선 다시 독일은 월드컵 때의 단점이 고스란히 나타났다. 독일은 지지부진한 패스 플레이로 비효율적인 축구를 했다. 골 결정력에서의 결함은 여전했다. 원톱 티모 베르너는 네덜란드 수비진을 전혀 흔들지 못했고 2선의 토마스 뮐러는 확실히 본인이 쇠락했음을 몸소 입증했다. 3선의 엠레 찬 또한 투박한 플레이로 일관하며 흐름을 다 끊어버렸다. 반면, 네덜란드는 단순하게 롱 패스를 배후 공간으로 쑤셔넣고 준족의 공격수에게 역습 찬스를 집중시켜 골키퍼와 1 : 1 상황을 유도해 결정낸다는 작전으로 나왔다. 결국, 독일은 네덜란드에 0 : 3으로 대패하며 강등 위기에 몰리게 되었다.
1무 1패로 최하위로 떨어지자 미하엘 발라크는 공개적으로 뢰프의 사임을 종용하는 발언을 했고 이에 토니 크로스가 “발라크 당신이 대표팀 감독이 되고 싶은가보다.”라고 조롱해 점점 자중지란으로 빠져 들었다. 네덜란드와의 경기가 끝난 후 여론조사에서 무려 92.4%가 뢰프를 경질하라고 답했다. 그러나 독일축구협회는 뢰프 경질은 없다고 못을 박았다. 3차전 상대는 프랑스인데 독일은 전반 14분, 토니 크로스의 페널티킥 골로 앞서갔으나 후반전에 잇달아 2골을 내주며 1 : 2 역전패를 당해 1무 2패로 조 최하위를 벗어나지 못했다. 그리고 네덜란드가 프랑스를 2 : 0으로 잡으면서 네이션스리그 B로 강등이 확정되었다. 이미 강등이 확정된 상태에서 네덜란드와 최종전을 치렀고 이 때는 전반전에만 티모 베르너와 르로이 사네의 골로 2 : 0으로 앞서 나갔으나 후반전 들어 급격히 집중력이 떨어지며 2골을 내주어 2 : 2로 비기며 또 다시 첫 승 도전에 실패했다.
그이후 2019년 3월 a매치 명단에서 뮌헨의 훈련장을 연락도 없이 직접 방문하여 다짜고짜 베테랑 선수들이자 2014 월드컵 우승의 일등공신 역할을 했던 토마스 뮐러, 제롬 보아텡, 마츠 훔멜스를 세대교체를 빌미로 더 이상 뽑지 않겠다고 선언하였고 이셋은 강제 은퇴를 당하게 된다. 뮐러는 뢰프의 이런결정에 화가난다고 분노 하였고 보아텡과 훔멜스는 뢰프에게 그동안 고마웠지만 이런결정에 서운하다고 하였다. 그리고 그당시 바이에른 뮌헨 감독이었던 니코 코바치는 이제막 30살이 된 선수를 노장취급하며 강제은퇴를 시키는 건 옳지 않다고 뢰프를 신랄하게 비난했다. 심지어 독일현지팬들 또한 세대교체는 이해 하지만 방식이 잘못되었다고 하면서 뢰프를 비판 하는중이다.

##### UEFA 네이션스리그 2020-21 시즌
2020년 11월 19일, 스페인 축구 국가대표팀을 상대로 한 마지막 경기에서 스페인에게 0-6 대패를 당했다. 이 경기에서 스페인은 수비의 중심축 중 한 명인 세르히오 라모스를 부상이 의심되어 교체한 뒤 벤치에 앉혀놓은 반면 독일은 엔트리에서 낼 수 있는 최고의 스쿼드를 들고 왔음에도 불구하고 패했다. 그 동안 요아힘 뢰프의 독일은 스페인을 상대로 홈 경기에서만 비겼을 뿐 독일 영토가 아닌 모든곳에서 전패를 기록했었는데 이 경기가 그 정점을 찍은 경기였다. 독일을 상대로 대승을 거둔 스페인은 파이널에 진출했으며 반면 독일은 우크라이나의 몰수패 덕분에 리그 B로의 강등은 간신히 모면하고 독일 대신 우크라이나가 리그 B로 강등되었다.
이로 인해 뢰프의 무능함이 도마 위에 올랐으며 뢰프의 경질을 주장하는 논리가 카잔의 기적과 더불어 저 스페인에게 대패를 당한 경기로 인해 더욱 큰 힘을 얻고 있다.

##### UEFA 유로 2020
뢰프는 유로 2020을 마지막으로 독일 국가대표팀 감독에서 물러나겠다고 예고했는데, 조별리그는 통과했지만 잉글랜드와 맞붙은 16강전에서 독일이 패한 후 사퇴했다. 후임 감독은 한지 플리크 수석코치가 임명됐다.

## 사생활
뢰프는 다니엘라와 결혼하였으며, 슬하에 자녀는 없다. 이들은 1978년에 만나 8년간의 연애 끝에 결혼하였다.
2018년 법적으로 이혼했고, 다니엘라가 베를린으로 이사가면서 30년 간의 결혼생활이 끝났다.

## 감독 통계
2021년 6월 29일 기준
| 팀                 | 취임             | 해임            | 기록 | 기록 | 기록 | 기록 | 기록  | 기록   |
| 팀                 | 취임             | 해임            | 전   | 승   | 무   | 패   | %     | 주     |
| ------------------ | ---------------- | --------------- | ---- | ---- | ---- | ---- | ----- | ------ |
| 슈투트가르트       | 1996년 8월 14일  | 1998년 5월 21일 | 89   | 46   | 20   | 23   | 51.69 | [ 13 ] |
| 페네르바흐체       | 1998년 7월 1일   | 1999년 5월 30일 | 38   | 24   | 6    | 8    | 63.16 |        |
| 카를스루에         | 1999년 10월 25일 | 2000년 4월 17일 | 18   | 1    | 7    | 10   | 5.56  | [ 14 ] |
| 아다나스포르       | 2000년 12월 20일 | 2001년 3월 2일  | 6    | 0    | 2    | 4    | 0.00  |        |
| FC 티롤 인스브루크 | 2001년 10월 10일 | 2002년 6월 18일 | 27   | 13   | 5    | 9    | 48.15 | [ 15 ] |
| 아우스트리아 빈    | 2003년 7월 1일   | 2004년 3월 24일 | 32   | 16   | 8    | 8    | 50.00 | [ 16 ] |
| 독일               | 2006년 7월 12일  | 2021년 7월 31일 | 198  | 124  | 40   | 34   | 62.63 |        |
| 합계               | 합계             | 합계            | 407  | 223  | 88   | 95   | 54.79 | —      |

## 수상 내역

#### VfB 슈투트가르트
- DFB-포칼: 1996-97
- DFB-리가포칼 준우승: 1997
- UEFA 컵 위너스컵 준우승: 1997-98

#### 티롤 인스브루크
- 오스트리아 분데스리가: 2001-02

#### FK 아우스트리아 빈
- 오스트리아 슈퍼컵: 2003

#### 독일
- FIFA 월드컵: 우승 (2014), 3위 (2010)
- UEFA 유럽 축구 선수권 대회 준우승: 2008
- FIFA 컨페더레이션스컵 : 2017

### 개인
- FIFA 올해의 감독상 : 2014
- FIFA 월드컵 드림팀 : 2014
- 독일 올해의 축구 감독: 2014[17]
- 독일 스포츠 올해의 인물 : 2011, 2014
- 월드 사커 올해의 감독 : 2014
- 은월계잎장 : 2010, 2014
- 알프 램지 상 : 2014
- 독일 연방 공화국 훈장 : 2010